# 中世纪足球

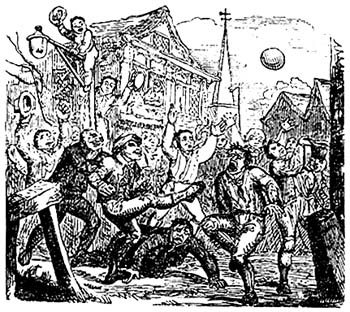
中世纪足球

中世纪足球是指中世纪時期大不列顛群島境內的各种足球類運動。与現代足球相比，中世纪的足球比赛相當混乱且缺乏规则。
這種比賽双方球队的球员数量不限，而且甚至有人可以通過任何手段将球推向球门。1835年公路法規定，人們不能在公路上踢足球，此後中世紀足球開始衰落。